# Козаков, Александр Фёдорович
Александр Фёдорович Козаков (23 сентября 1907, Печенеги, Харьковская губерния — 28 августа 1980, Мерефа, Харьковская область) — красноармеец Рабоче-крестьянской Красной армии, участник Великой Отечественной войны, Герой Советского Союза (1943).

## Биография
Александр Козаков родился 23 сентября 1907 года в селе Печенеги, волостном центра Волчанского уезда Харьковской губернии (ныне — посёлок в Чугуевском районе Харьковской области Украины). Получил начальное образование, после чего работал на Харьковском тракторном заводе. В 1927—1930 годах проходил службу в Рабоче-крестьянской Красной армии. В 1941 году Козаков повторно был призван в армию. С того же года — на фронтах Великой Отечественной войны. К сентябрю 1943 года гвардии красноармеец Александр Козаков был сапёром 229-го гвардейского стрелкового полка 72-й гвардейской стрелковой дивизии 7-й гвардейской армии Степного фронта. Отличился во время битвы за Днепр.
В ночь с 24 на 25 сентября 1943 года Козаков на самодельном плоту переправил через Днепр на плацдарм на западном берегу в районе села Бородаевка Верхнеднепровского района Днепропетровской области Украинской ССР около 60 бойцов и командиров, 3 артиллерийских орудия. Во время немецких контратак на плацдарме Козаков с тремя бойцами, заняв оборону, отразил 13 атак, уничтожив несколько десятков солдат и офицеров противника.
Указом Президиума Верховного Совета СССР от 26 октября 1943 года за «образцовое выполнение боевых заданий командования на фронте борьбы с немецкими захватчиками и проявленные при этом мужество и героизм» гвардии красноармеец Александр Козаков был удостоен высокого звания Героя Советского Союза с вручением ордена Ленина и медали «Золотая Звезда» за номером 1419.
После окончания войны Козаков был демобилизован. Проживал в городе Мерефа Харьковской области, работал сначала в колхозе, затем на Мерефянской мебельной фабрике, на Харьковском тракторосборочном заводе. Умер 28 августа 1980 года, похоронен в Мерефе.
Был также награждён орденом Красной Звезды и рядом медалей.